# サンタ・マリア・デイ・ミラーコリ教会 (ヴェネツィア)

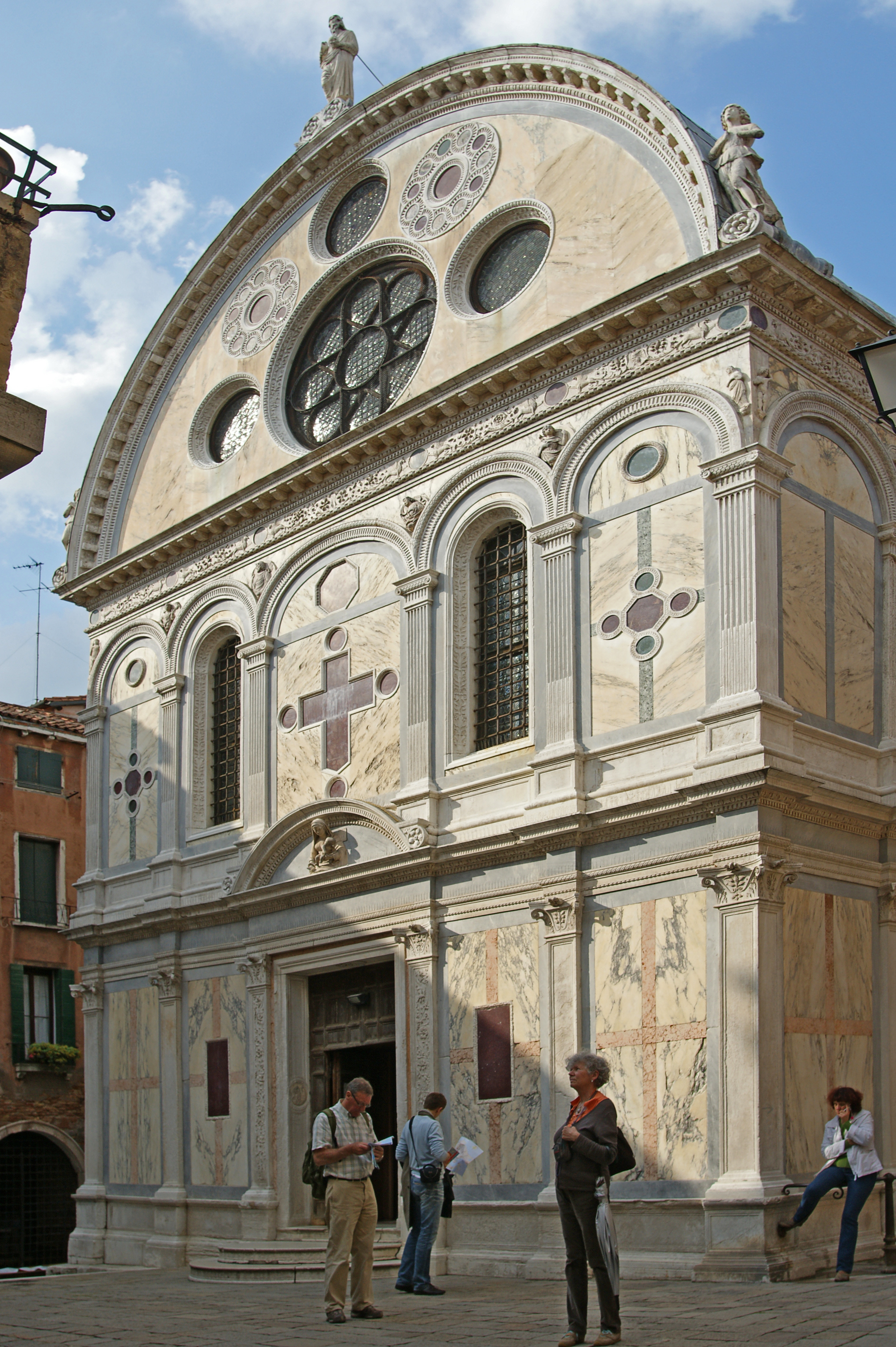
サンタ・マリア・デイ・ミラーコリ教会

サンタ・マリア・デイ・ミラーコリ教会（イタリア語: Chiesa di Santa Maria dei Miracoli）はイタリアのヴェネツィア内のカンナレージョ地区にある教会である。

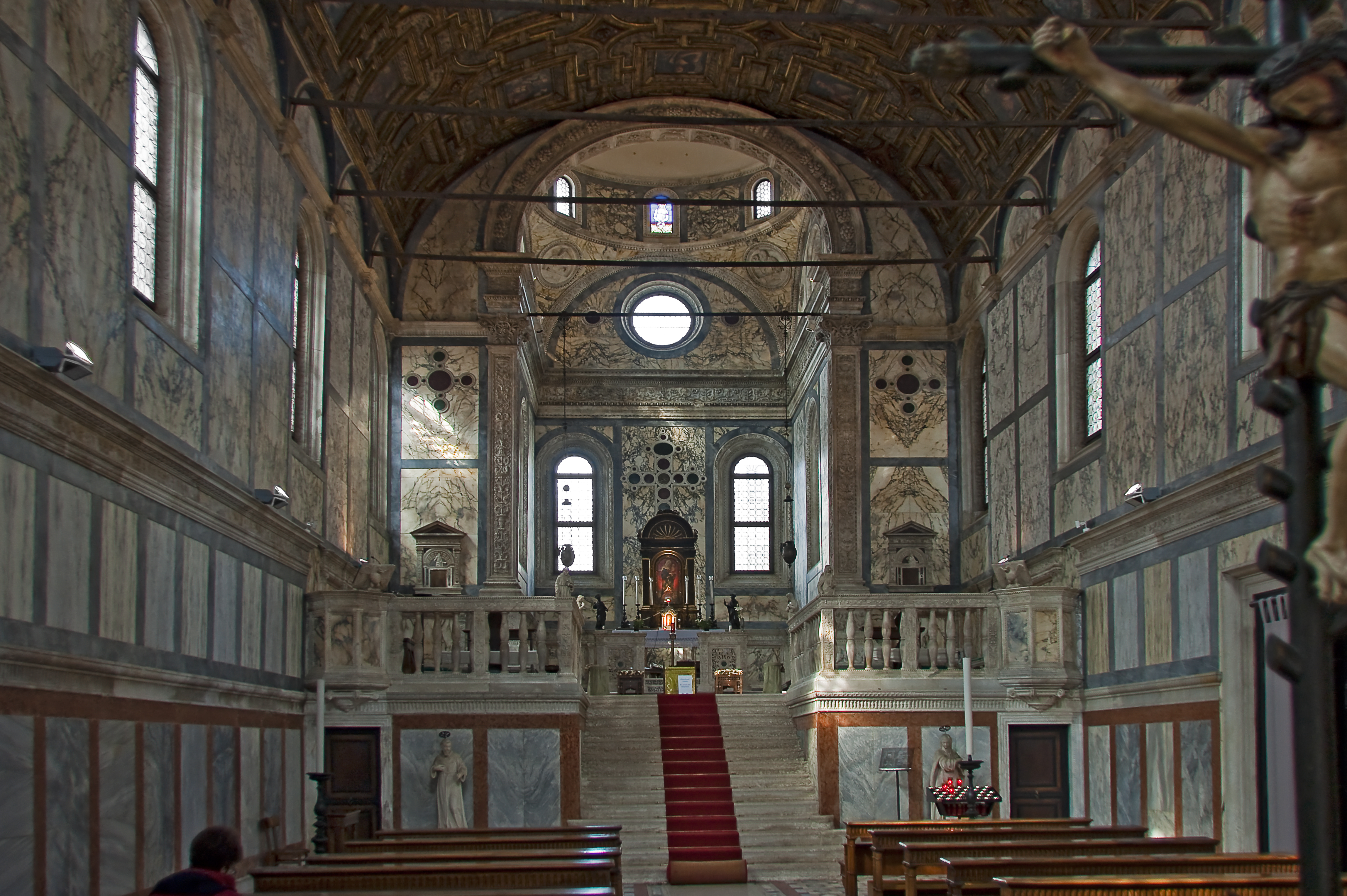
階段上部の祭壇.

教会正面上部に半円形のペディメントを擁し、外壁にはカラフルな大理石や付柱をあしらうなど初期ルネッサンス建築の代表作としても知られている。
ヴェネツィアで活動した彫刻家・建築家ピエトロ・ロンバルドにより1481年から1489年にかけ、聖母マリアの奇蹟に捧げられて建設された。建設途中の1484年にアッシジのキアラを祀る修道女用の修道院を教会東側に建設する拡張工事も行われた。
教会内部は身廊が筒型ヴォールト構造で囲まれており、両サイドの演壇の間を大理石や彫刻などで装飾されている。天井部は50の格間に仕切られ、預言者などを描いた絵画で覆われている。
使われていた外壁の大理石に14％程度の塩分が含まれていた事により崩れる危険性があったため、アメリカ・ニューヨークに本部を置くSave Venice Inc.の手により大理石を精製水に付けて塩抜きをするなど、約400万ドルと10年をかけて大理石の補修工事が行われた。